# Pianosonate (Goebaidoelina)
Sofia Goebaidoelina voltooide haar enige Pianosonate in 1965.

## Werkbeschrijving
Het aantal werken voor solopiano is klein binnen haar totale oeuvre. Dit terwijl ze het muziekinstrument het enige lichtpunt in haar jeugd vond. Ze schreef dit werk in 1965 in het tijdperk dat Leonid Brezjnev leider van de Sovjet-Unie was. Er heerste weer enige vrijheid in modernismen in de kunsten, zeker in vergelijking met de tijd onder Jozef Stalin toen al de moderne muziek steevast tot een ban van het werk en de componist leidde. De pianosonate van Goebaidoelina is een mengeling van dodecafonie en jazz. De componiste schreef verschillende inverse en omgekeerd inverse twaaftonenreeksen in dit werk, verdeeld over de drie delen. Door de vele syncopen en de strikte ritmiek in de delen 1 en 3 kreeg het een jazzachtige klank. Goebaidoelina hield zich wel aan de driedelige opzet van de sonate en wel in het klassieke snel-langzaam-snel-idioom:
1. Allegro
2. Adagio
3. Allegretto

In deel 1 is nog een sonatevorm terug te vinden met twee thema's. Ook zijn er avant-garde-elementen terug te vinden in het werk; de snaren moeten soms met de blote handen aangeraakt worden of met een bamboestok. Deel drie is met een speelduur van amper drie minuten erg kort. Het wordt weliswaar uitgevoerd in het matig snelle allegretto, maar is zo volgestopt met noten dat de virtuositeit enorm is. Bovendien vindt in deel een constante crescendo plaats. 
Goebaidoelina droeg het werk op aan Henrietta Mirvis, pianist en studiegenoot van Rodion Sjtsjedrin onder Yakov Zak, van wier spel de componist onder de indruk was. Maria Gambaryan verzorgde in 1967 de première van dit werk in Moskou.  

## Discografie (2017)
- Opname door Tomoko Mukaiyama op Women Composers, BVHaast 9406 (1994)[2]
- Opname door Beatrice Rauchs, Bis Records 853 (1995)
- Opname door Genia Walaschek, Black Box BBM1039 (2000)[3]
- Opname door Débora Halasz, Bis Records 2056 (2013)[4]